# Pio Taofinu'u
Pio Taofinu'u, né le 8 décembre 1923 et décédé 19 janvier 2006, est un prêtre mariste samoan, ancien évêque du diocèse d'Apia, il est le premier évêque et cardinal à provenir de Samoa.

## Biographie
Pio Taofinu'u est ordonné prêtre le 8 décembre 1954 par la congrégation religieuse des pères maristes de la Société de Marie.
Le 11 janvier 1968, il est nommé évêque du diocèse d'Apia et il est consacré le 29 mai de la même année. Il est le premier évêque d'origine samoane.
Lors du consistoire du 5 mars 1973, le pape Paul VI le nomme cardinal de Saint-Onuphre-du-Janicule.
Le 10 septembre 1982 il est élevé au rang d'archevêque de Samoa-Apia.  
Il se retire le 16 novembre 2002 et décède le 19 janvier 2006. 